# Le Rœulx
Pour la commune française (Nord), voir Rœulx.
Pour les articles ayant des titres homophones, voir Lheureux et L'Heureux.
Le Rœulx [ləʁø] (en wallon El Rû) est une ville francophone de Belgique située en Wallonie, dans la province de Hainaut.

## Géographie

### Situation
La commune est essentiellement agricole bien qu'elle soit en bordure des zones industrielles de La Louvière et de Soignies. Elle se situe à un carrefour européen, à la jonction des autoroutes reliant Paris, Amsterdam et Cologne. Elle possède de nombreux quartiers résidentiels. Des étangs de pêche y sont aménagés.

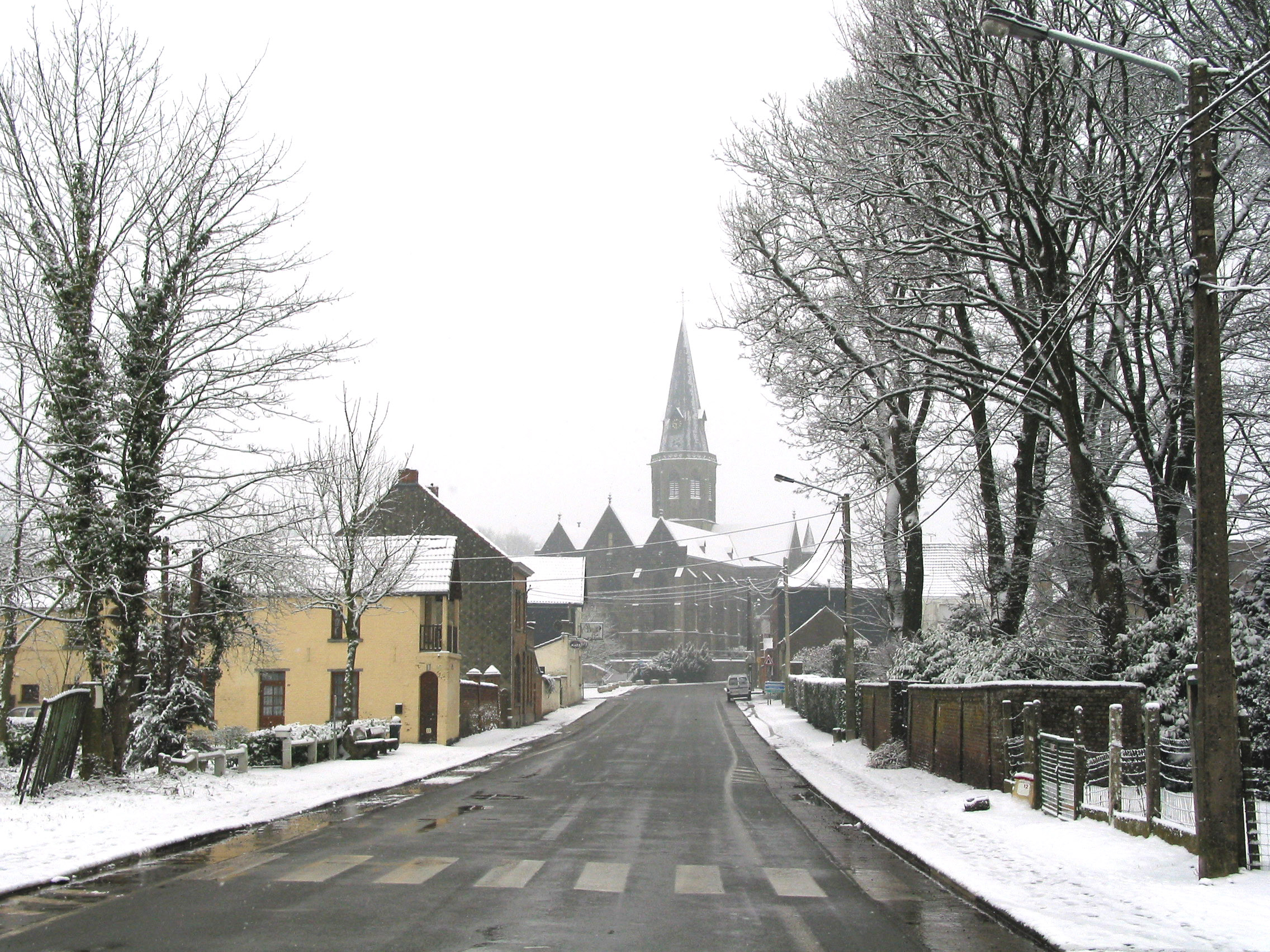
Le Rœulx en hiver.

### Sections de commune
| # | Nom             | Superf. (km2) | Habitants (2020) | Habitants par km2 | Code INS |
| - | --------------- | ------------- | ---------------- | ----------------- | -------- |
| 1 | Le Rœulx        | 10,69         | 3 323            | 311               | 55035A   |
| 2 | Mignault        | 9,51          | 1 432            | 151               | 55035B   |
| 3 | Thieu           | 6,95          | 2 012            | 289               | 55035C   |
| 4 | Ville-sur-Haine | 2,80          | 1 072            | 383               | 55035D0  |
| 5 | Gottignies      | 13,17         | 835              | 63                | 55035D1  |

### Communes limitrophes
|      | Soignies Écaussinnes |                         |
| Mons | Rœulx                | Écaussinnes La Louvière |
|      | La Louvière          |                         |

## Démographie

### Démographie: Avant la fusion des communes
- Source: DGS recensements population

### Démographie: Commune fusionnée
En tenant compte des anciennes communes entraînées dans la fusion de communes de 1977, on peut dresser l'évolution suivante :
Les chiffres des années 1831 à 1970 tiennent compte des chiffres des anciennes communes fusionnées.
- Source: DGS , de 1831 à 1981=recensements population; à partir de 1990 = nombre d'habitants chaque 1 janvier[3]

## Histoire
En 655, un moine irlandais du nom de Faelan (Feuillien de nos jours) fut assassiné par des brigands. Il fera l'objet d'un culte important au cours des siècles qui suivirent. Sa mémoire sera définitivement assurée par la construction, en 1125, de l'abbaye prémontrée de Saint-Feuillien. C'est autour de cette abbaye que se développeront le domaine et, ensuite, le village du Rœulx.
Initialement, le village du Rœulx appartenait à Wauthier, châtelain d'Ath : il avait épousé Ada de Montdidier, dite de Roucy, mais le couple n'eut qu'une fille Beatrix, née vers 1091. Baudouin II de Hainaut, comte de Hainaut, lui fit épouser son  fils Arnould. C'est pourquoi toute la descendance portera le nom d'« Hainaut Rœulx ».
Leur fils Eustache Ier dit le Vieux (1115-1192) sera conseiller et compagnon d'armes du comte de Hainaut, pair du comté. Il participe à toutes les campagnes militaires : ainsi, en 1172, il fera partie de l'expédition victorieuse contre Henri III, duc de Limbourg. En 1182, il participe à  l'expédition contre le château de Wanaque et en 1184 à celle contre le duc de Brabant. Il épousa Marie de Morlanwelz qui lui apporta la seigneurie et le château de Morlanwelz.
Son fils aîné, Eustache II dit le Valet de Rœulx (1168-1186), prend part à la guerre contre Philippe Auguste, roi de France, et assiste impuissant aux ravages que causent les troupes de l'évêque de Cologne à sa bonne ville du Rœulx qu'ils incendièrent. Il défend son château de Morlanwelz à l'intérieur duquel il s'était réfugié. Il prit sa revanche lors du retrait des troupes coalisées (Brabant, Cologne et Flandre). Cette retraite devint déroute et il fallut l'intervention du roi de France pour ne pas assister à un carnage. Il épouse Berthe de Gavres.
Eustache III dit Canivet (1180-1224) fut conseiller de Baudouin V de Hainaut. Il signe, en tant que témoin, le traité d'alliance entre le Brabant et le Hainaut ainsi que la charte-loi de Baudouin VI.

## Armoiries
|  | Malgré la présence de la noble famille des princes de Croÿ, la Ville n'a jamais adopté son blason, mais elle a, par contre, conservé celui des premiers seigneurs du Rœulx. Aussi, le blason actuel dérive-t-il de l'ancien sceau des échevins du Rœulx. Blasonnement : De sinople au lion tenant de la patte dextre une roue à cinq rayons, le tout d'or. - Arrêté royal : 30 juin 1838 |

## Administration

### Conseil et collège communal 2024-2030
| Collège communal   |                      |                                  |
| ------------------ | -------------------- | -------------------------------- |
| Bourgmestre        | Virginie Kulawik     | MR - Intérêts Communaux          |
| 1er Échevin        | Ronny Tournay        | MR - Intérêts Communaux          |
| 2e Échevin         | Damien Sauvage       | MR - Intérêts Communaux          |
| 3e Échevin         | Jean-Francis Formule | Intérêts Communaux               |
| 4e Échevin         | Jérôme Wastiau       | Intérêts Communaux               |
| Présidente du CPAS | Martine Paternostre  | Les Engagés - Intérêts Communaux |

### Liste des bourgmestres
Liste des mayeurs connu de l'ancien régime
Jehan li Clerc (1355) ; Jehan Floret (1385-1386) ; Gillain Braghier (1412) ; Colart de la Cambe (1488) ; Jehan Zabello (1538-1543-1550-1560) ; Nicolas Hulin (1571) ; Anthoine le Bastenier (1576-1578) ; Jean Losson (1582) ; Lambert de Houtain (1600-1602-1605-1611-1621-1623) ; Nicolas de Houtain (1609) ; Jehan le Quertinier (1620) ; Pierre Walbert (1623) ; Antoine Rondeau (1625) ; François Hecq (1626) ; Jacques Hulin (1626-1627) ; Jehan le Machon (1628-1630) ; Bauduin Rondau (1633) ; Hubert Lambert (1637-1638) ; Michel Lebrun (1642-1643-1646) ; Jean Persenaire (1658) ; Jean Wadin (1662-1663) ; Jean Martin (1665) ; Nicola Zabelo (1677) ; Adrien Bauduin (1681) ; Pierre Delattre (1682) ; Anthoine Stassin (1689) ; Nicolas Sadin (1694) ; Léopold Cuvelier (1694-1697-1699-1704-1707) ; Jean Anthoine (1711) ; Antoine Lucat (1716) ; Jean Derobe (1717) ; Jean Dekouve (1722) ; Jean Fauconnier (1728) ; Adrien Dupuis (1733) ; Jean-Baptiste Stassart (1739) ; Jean-Baptiste Fayt (1772-1773) ; N. Berlemont (1787).
| Mandat    | Identité         | Parti            |
| --------- | ---------------- | ---------------- |
| 1796-1831 | Philippe Papin   |                  |
| 1831-1867 | Constant Monoyer |                  |
| 1868-1890 | Gustave Mabille  |                  |
| 1891-1895 | Augustin Faucon  |                  |
| 1896-1903 | Henri Schmidt    |                  |
| 1903-1922 | Léon Mabille     | Parti Catholique |
| 1922-1931 | Armand Cortembos |                  |
| 1932-1938 | Gustave Leclercq |                  |
| 1939-1942 | Joseph Robette   |                  |
| 1942-1944 | Louis Maistriau  |                  |
| 1944-1954 | Georges Tricout  |                  |
| 1954-1963 | Arthur Lejeune   |                  |
| 1963-1976 | Benoît Friart    |                  |
| 1976-1982 | Elie Hoyas       | PC               |
| 1982-1985 | Marcel Couteau   | PC               |
| 1985-2006 | Albert Tesain    | IC               |
| 2006-2024 | Benoît Friart    | IC               |
| 2024-     | Virginie Kulawik | MR               |

### Jumelages
Quinsac (France) depuis 1962
 Steinenbronn (Allemagne) depuis 1992
 Polla (Italie) depuis 2011

## Patrimoine et culture

### Patrimoine architectural
- L'ancienne abbaye.

- Le château des Princes de Croÿ.

- L'hôpital Saint-Jacques du Roeulx.
- L'Église Saint-Nicolas.

- L'hôtel de ville actuel date de 1862. La façade s'inspire amplement de la partie centrale du château : six ouvertures, fronton triangulaire, balcon avec garde-fou en fer forgé. C'est le Prince Emmanuel de Croÿ qui en proposa les plans. Une plaque en bronze placée dans la salle des pas perdus évoque le plus illustre des bourgmestres rhodiens, Léon Mabille. Hormis ses fonctions maïorales au Rœulx de 1903 à 1922, il fut aussi député à la chambre des Représentants et professeur de droit à l'université catholique de Louvain.

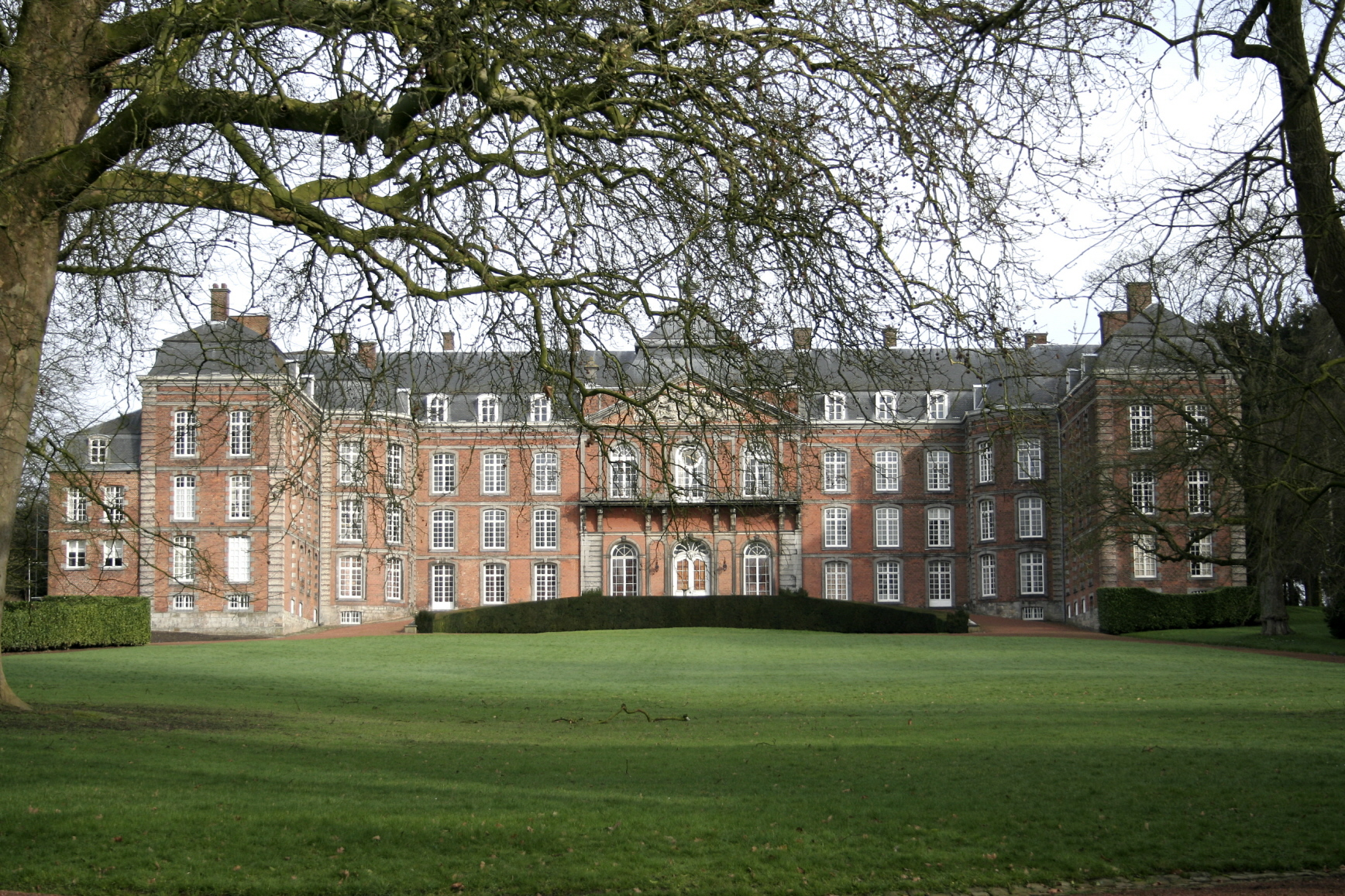
Le château des princes de Croÿ.
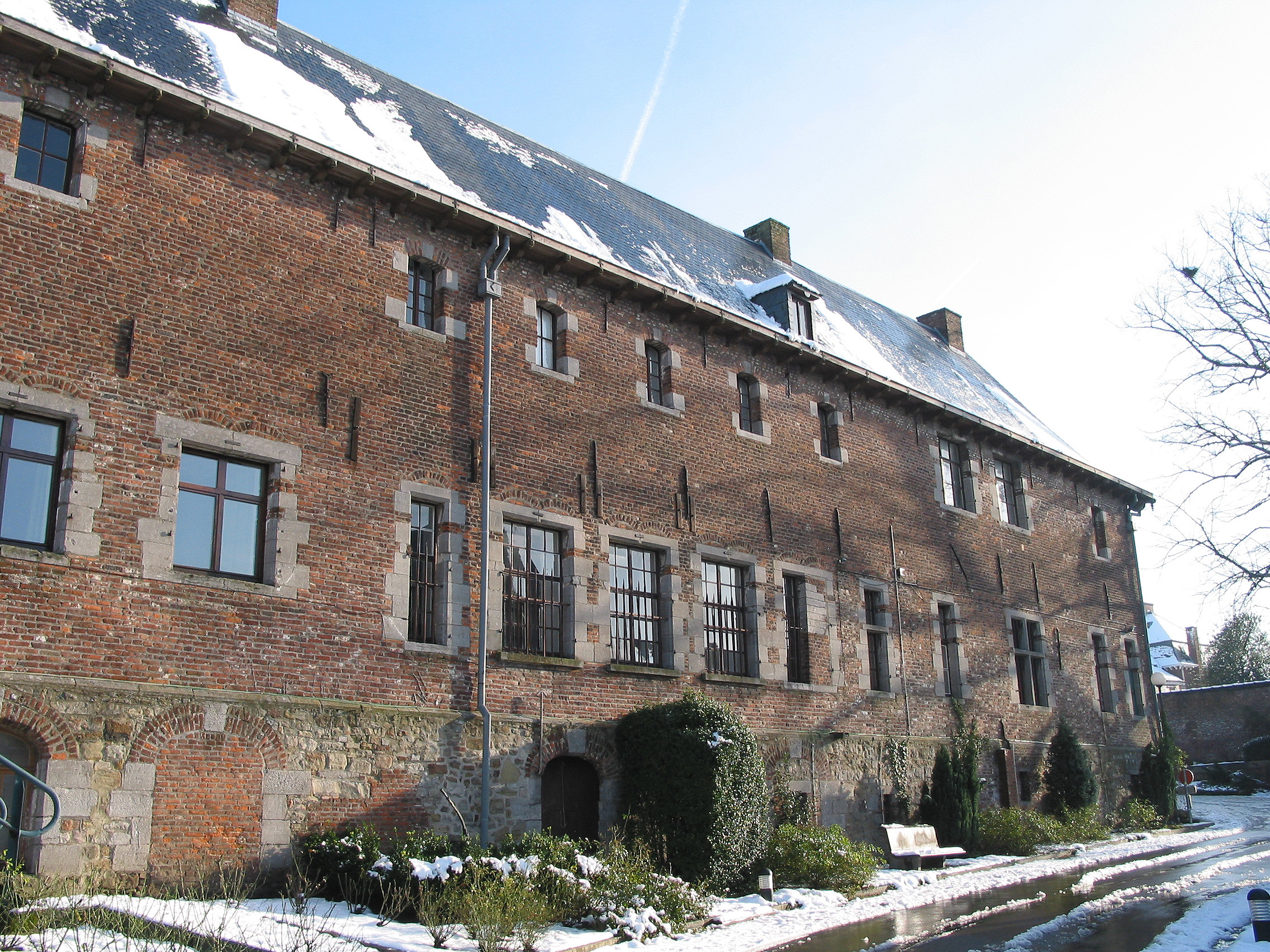
Le hôme Saint-Jacques (XVIIe et XVIIIe siècles).
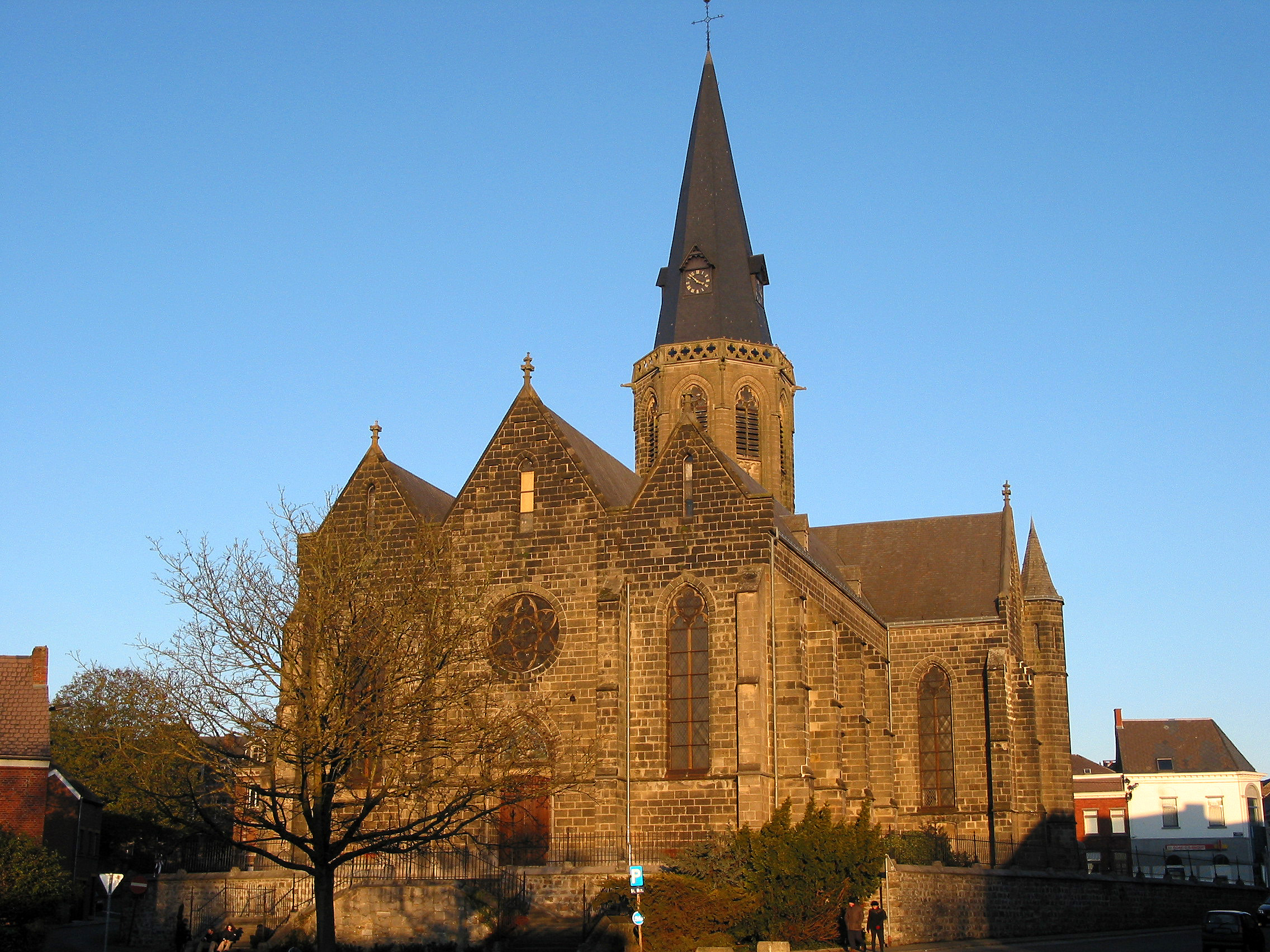
L’église Saint-Nicolas.
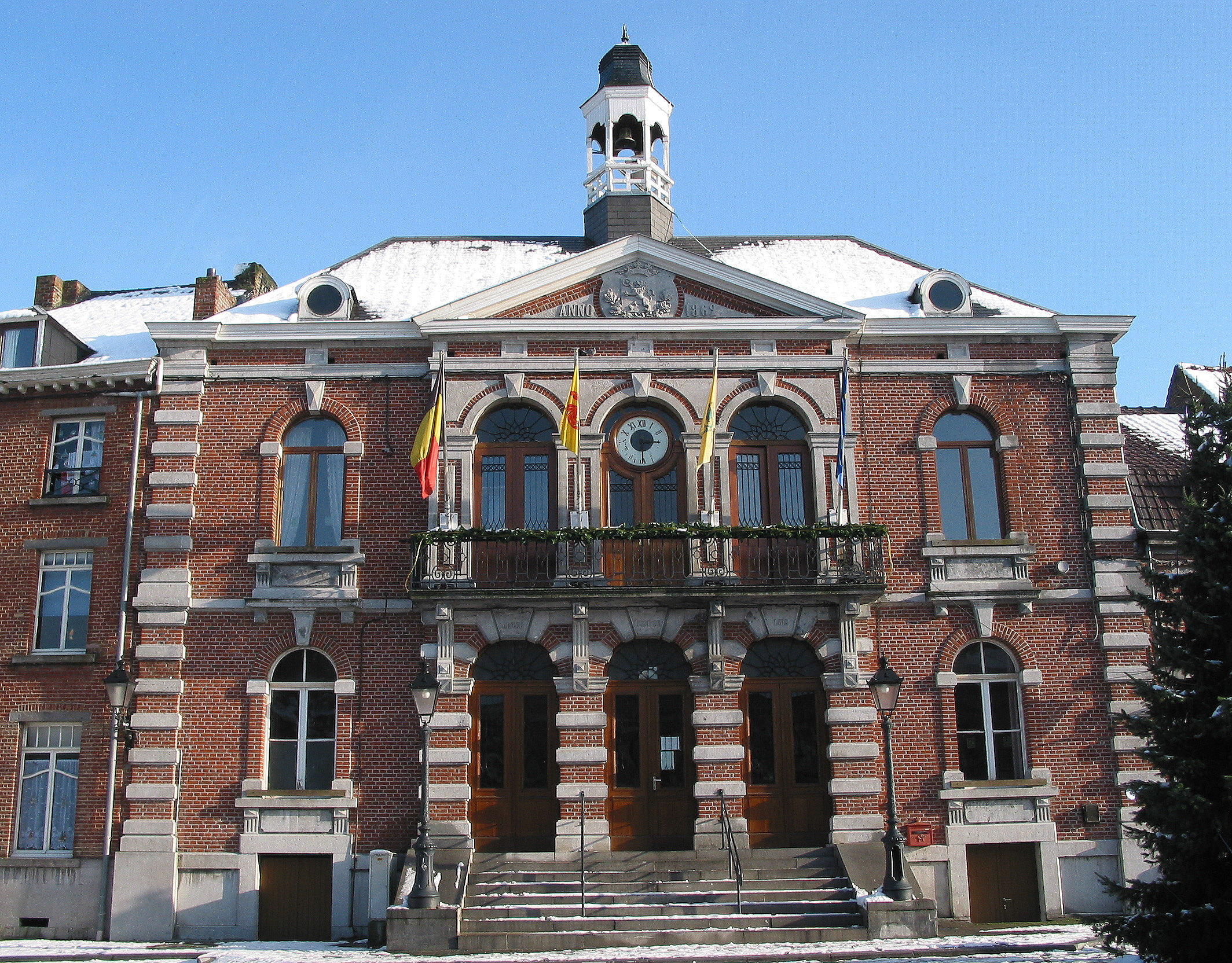
L’hôtel de ville.

- Autour de la Grand-Place.

Déjà signalée au XVe siècle, cette place est située sur l'ancienne voie de communication Nivelles-Binche. Il s'agissait d'un espace où se tenait le marché. On disait en 1469 : « Su l'marchiet a Roes ». La place a été réaménagée au début du XXIe siècle et une fontaine y a trouvé place. La statue en son centre est l'œuvre du sculpteur Fredy Taminiaux. Elle symbolise la fertilité. L'inauguration officielle eut lieu le 7 septembre 2002. Le site de la Grand-Place est classé depuis 1980.
- La Maison du Cornet (Grand-Place, 30).

L'hostellerie du Cornet était autrefois une petite auberge dont les écuries pouvaient accueillir une quinzaine de chevaux. La demeure est de style gothique. La porte d'entrée est encadrée par un arc brisé en pierre de taille. Les marques du tailleur de pierre sur la façade datent de la fin du XVIe siècle, début du XVIIe siècle. Les bâtiments de la cour sont marqués 1632.
- La Maison espagnole (Grand-Place, 35).

Cette maison de style hispanique a été construite en 1727, alors que la région n'était plus sous le régime espagnol. Elle est située à l'emplacement des anciennes halles de la ville. Le bien est classé depuis 1981.
- L'Hôtel Saint-Nicolas (Grand-Place, 28).

L'hostel de Saint-Nicolas date de 1745. Cette auberge, déjà citée au XVe siècle, comptait chambres, estables, graingette et jardin. La porte d'entrée est surmontée d'une petite niche abritant saint Nicolas.
- La Maison et la Brasserie de l'Épée (Grand-rue, 4).

Cette ancienne auberge fournissait déjà du vin à l'hôpital Saint-Jacques en 1480. Le bâtiment actuel présente la marque d'un tailleur de pierre de la fin du XVIe siècle, début du XVIIe siècle. On remarque sa porte cochère de style gothique.
- La Maison des Chapelains (Place de la Chapelle, face à la rue Verte).

Cette demeure, construite en 1728, était autrefois occupée par des religieux de l'abbaye Saint-Feuillien desservant la paroisse. Élevée sur deux niveaux, elle est de type tournaisien. Cette ancienne bâtisse est classée depuis 1976.
- La Maison des Vicaires (Place de la Chapelle, 10 et 11).

Cette demeure forme un ensemble néogothique brugeois. L'édifice en brique, grès et pierre bleue et blanche a été bâti en 1902, comme l'indique un cartouche en façade.
- L'ancien Lycée Lamberte de Croÿ (à l'angle de la Place de la Chapelle et de la rue Verte).

La fondation de cet ancien lycée date du 20 janvier 1601. Lamberte de Croÿ, comtesse douairière de Berlaimont, tenait ainsi à promouvoir l'éducation et la formation des jeunes gens de la région.

## Galerie

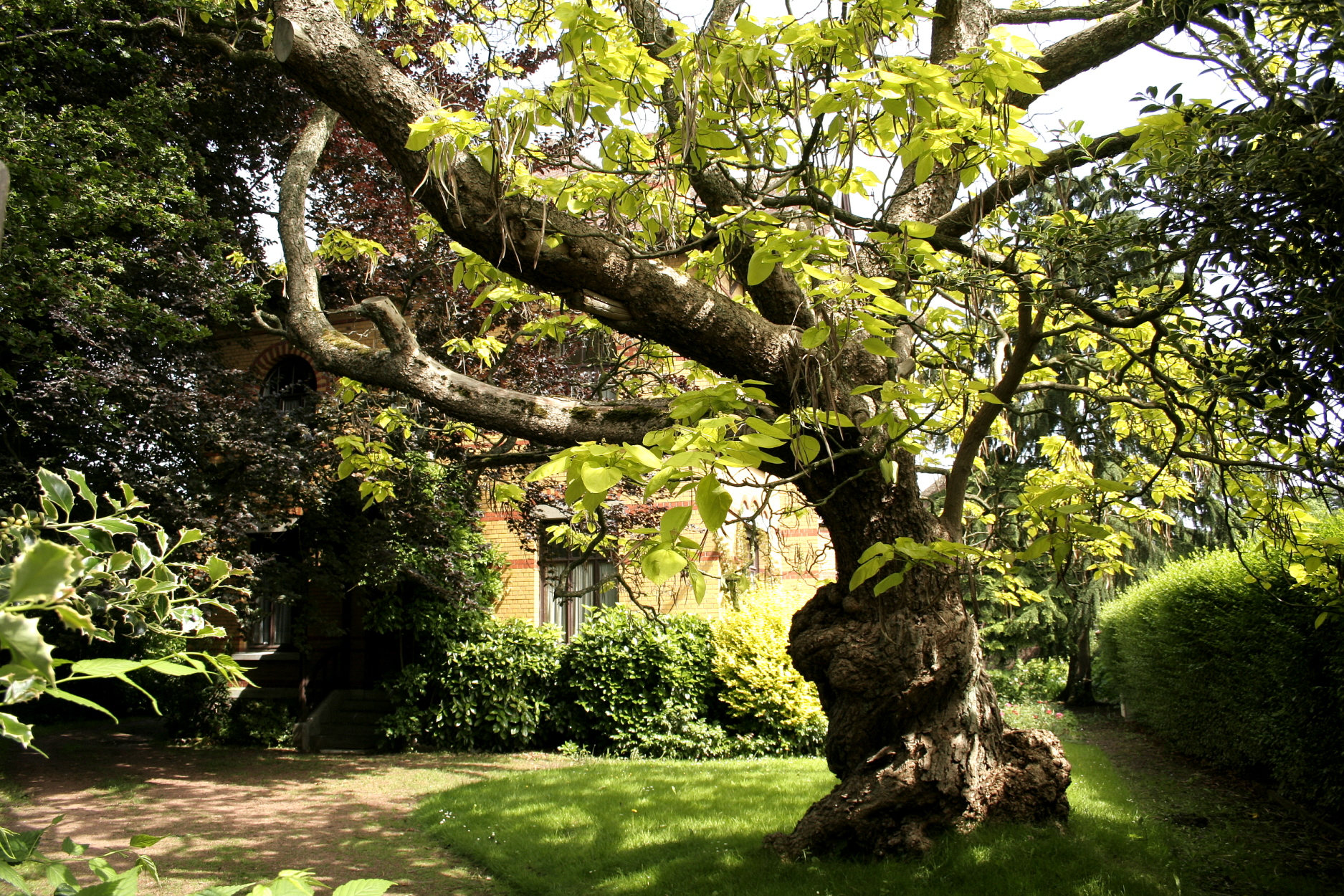
Le Catalpa aurea remarquable.
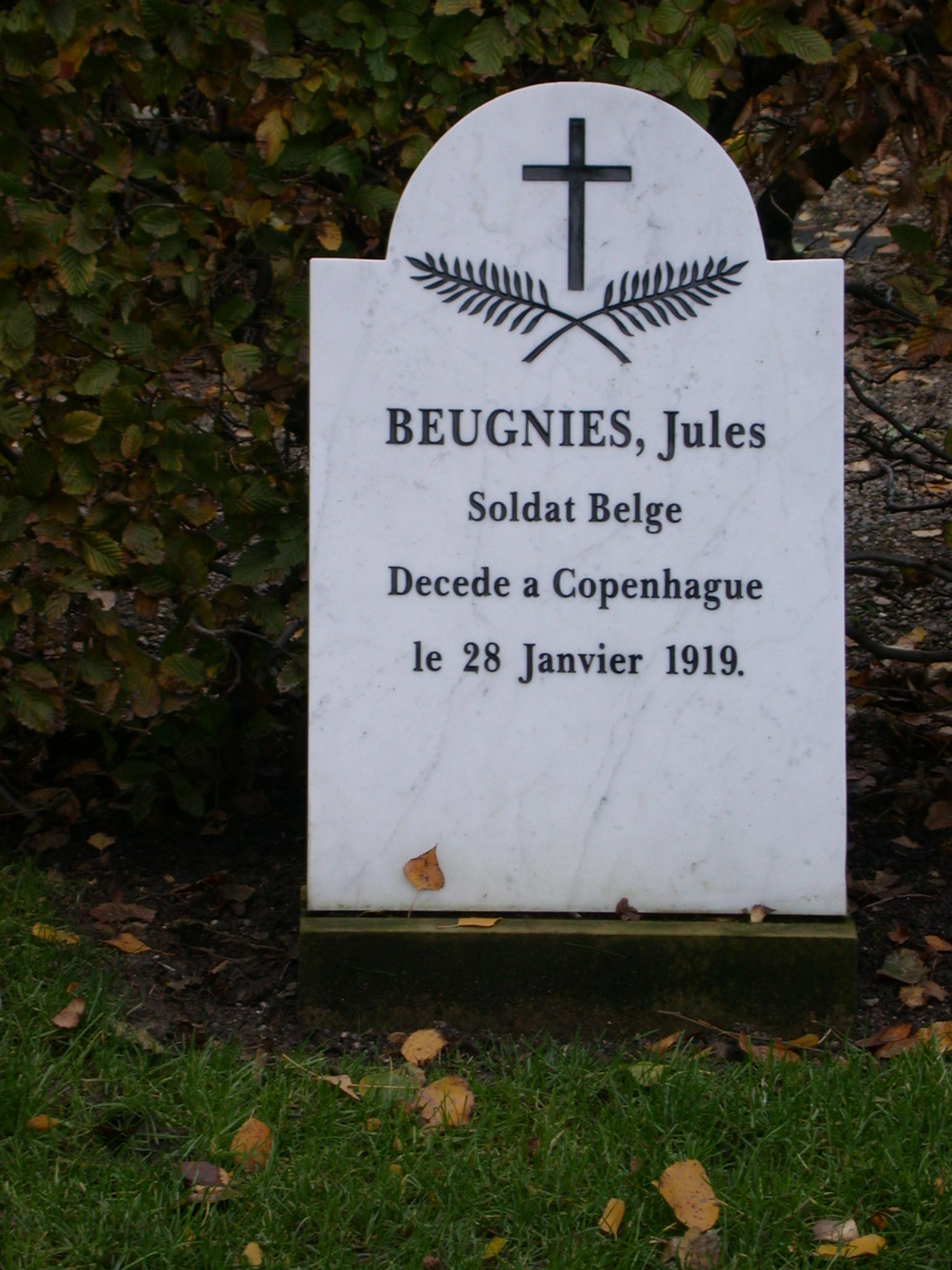
Tombe de  "Jules Beugnies" au cimetière Assistens de Copenhague.
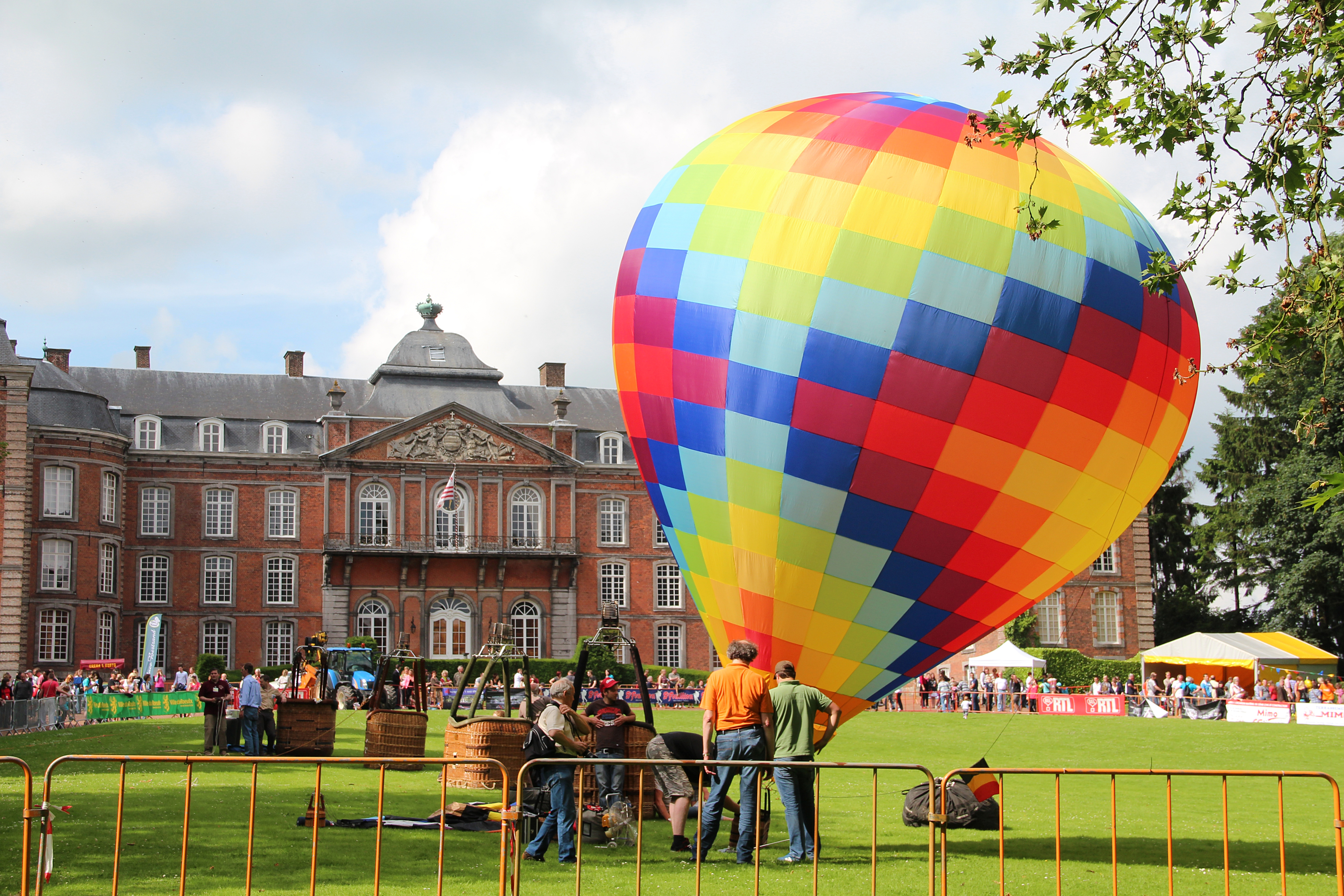
Envole d'une montgolfière dans le parc du château.

## Économie
La brasserie St-Feuillien située au centre du Rœulx produit plusieurs bières parmi lesquelles la St Feuillien et la Grisette.